# Liste brasilianischer Komponisten klassischer Musik
Diese Seite listet brasilianische Komponisten klassischer Musik auf.

## A
- Paulo Álvares (* 1960)
- Luís Americano (1900–1960)
- Jorge Antunes (* 1942)

## B
- Domingos Caldas Barbosa (≈1739–1800)
- Guilherme Bauer (1940–2024)
- Paulo Bellinati (* 1950)
- Attilio Bernardini (1888–1975)
- Joaquim de Paula Sousa Bonsucesso (1760–1820)
- Francisco Braga (1868–1945)

## C
- Lindembergue Cardoso (1939–1989)
- Dinorá de Carvalho (1905–1980)
- Eleazar de Carvalho (1912–1996)
- Francisco Casabona (1894–1979)
- Nestor de Hollanda Cavalcanti (* 1949)
- Marcos Coelho Neto (1763–1823)
- Rodolfo Cogliatti (* 1976)
- Harry Lamott Crowl (* 1958)
- Henrique de Curitiba (1934–2008)

## D
- Manoel Dias de Oliveira (1734/35–1813)
- Mauricio Dottori (* 1960)

## F
- Oscar Lorenzo Fernández (1897–1948)
- Viriato Figueira (1851–1883)

## G
- José Maurício Nunes Garcia (1767–1830)
- Garoto (1915–1955)
- Egberto Gismonti (* 1947)
- Radamés Gnattali (1906–1988)
- Antônio Carlos Gomes (1836–1896)
- João Gomez de Araújo (1846–1943)
- João Gomez de Araújo (1871–1963)
- Milton Soares Gomes dos Santos (1916–1974)
- Mozart Camargo Guarnieri (1907–1993)
- César Guerra-Peixe (1914–1993)

## I
- Brasílio Itiberê da Cunha (1846–1913)
- João Itiberê da Cunha (1870–1953)
- Brasílio Itiberê da Cunha Luz (1896–1967)

## K
- Eunice Katunda (1915–1990)
- Hans-Joachim Koellreutter (1915–2005)
- Edino Krieger (1928–2022)

## L
- Osvaldo Lacerda (1927–2011)
- Quincas Laranjeiras (1873–1935)
- Alexandre Levy (1864–1892)
- João de Souza Lima (1898–1982)
- Elias Álvares Lôbo (1834–1901)
- João de Deus de Castro Lobo (1794–1832)
- José Joaquim Emerico Lobo de Mesquita (1746–1805)

## M
- Ernst Mahle (1929–2025)
- Gilberto Mendes (1922–2016)
- Francisco Mignone (1897–1986)
- Leopoldo Miguez (1850–1902)
- Ronaldo Miranda (* 1948)
- Domingos da Rocha Mussurunga (1807–1856)

## N
- Arthur Napoleão (1843–1925)
- Ernesto Nazareth (1863–1934)
- Alberto Nepomuceno (1864–1920)
- Marcos Coelho Neto (Sohn) (1763–1823)
- Ignácio Parreiras Neves (1730–1794)
- Marlos Nobre (1939–2024)

## O
- Jamary Oliveira (1944–2020)
- Jocy de Oliveira (* 1936)
- Willy Oliveira (* 1938)
- Henrique Oswald (1852–1931)

## P
- Newton Pádua (1894–1966)
- César Guerra Peixe (1914–1993)
- Luís Álvares Pinto (1719–1789)
- Marcos António Portugal (1762–1830)
- Almeida Prado (1943–2010)

## R
- Toninho Ramos (1942–2023)
- Ivani Ribeiro (1916–1995)
- Pery Ribeiro (1937–2012)
- Francisco Gomes da Rocha (1754–1808)
- Eliane Rodrigues (* 1959)

## S
- Cláudio Santoro (1919–1989)
- Guido Santorsola (1904–1994)
- Kilza Setti (* 1932)
- Patápio Silva (1880–1907)
- António José da Silva (1705–1739)
- Cândido Inácio da Silva (1800–1838)
- Francisco Manuel da Silva (1795–1865)
- André da Silva Gomes (1752–1844)
- Manoel Julião da Silva Ramos (1763–1824)
- Pedro Sinzig (1876–1952)
- Baptista Siqueira (1906–1992)
- José de Lima Siqueira (1907–1985)
- Teodoro Ciro de Sousa (1761–?)

## T
- Gabriel Fernandes da Trindade (1790–1854)

## V
- Heitor Villa-Lobos (1887–1959)

## W
- Ernst Widmer (1927–1990)

## Y
- Marco Aurelio Yano (1963–1991)